# Примена комплементарне и алтернативне медицине у САД
Примена комплементарне и алтернативне медицине у Сједињеним Америчким Државама, као скупа различитих медицинских и здравствених система, праксе и производа који нису део сопствене традиције неке земље и нису интегрисани у доминантни систем здравствене заштите и тренутно се не сматрају или нису део конвенционалне (научне) медицине, међу одраслим америчким грађанима, само у првој деценији 21. века порасла је на невероватних 62%.
Ови подаци указују на то да се због бројних разлога, становници Сједињених Америчких Држава све више укључују у примене метода комплементарне и алтернативне медицине (КАМ), у нади да ће им они помоћи у лечење и спречавању болести и побољша квалитет живота. Зато се спроводе бројна истраживања широм САД како би се утврдило за што је то тако и да ли опада поверење у класичну (научну) медицину?

## Општа разматрања
У 21. веку настављен је „драматични талас“ популарности различитих дисциплина комплементарне и алтернативне медицине (КАМ) започет у последњих тридесет година у САД. И до 60% становништва у примарној здравственој заштити користи услуге традиционалне медицине и зависи од КАМ и њених практичара у примарној здравственој заштити..
Такође значајно је повећано интересовање за традиционалну медицину и у многим развијеним земљама. На пример, 70% становништва у Канади и 80% у Немачкој користи неки од облик алтернативне или комплементарне медицине (нпр. акупунктуру, масажу итд). Преваленца посета практичарима КАМ порастао је у Ирској са 20% у 1998. на 27% у 2002. Слични подаци добијени су и на међународном нивоу. Највећи број Ираца тражило је услуге КАМ због јаког бола, анксиозности или депресије.
Светска економска криза с краја прве деценије 21. века, и безброј нерешених проблема у здравственој заштити становништва многих земаља света (укључујући и развијене земље попут САД) приморао је кориснике здравствених услуга да због несташице новца или због његовог преусмеравање на друге животне потребе све више користе „приступачније“, традиционалне (алтернативне и комплементарне) облике здравствене заштите.
Стопа здравствено неосигуране деце у свету је у сталном порасту због погрешне политике законодаваца који се „боре“ против проширења јавног осигурања и незапослености родитеља. Само у САД у 2008. стопа здравствено неосигуране деце пала је на најнижи ниво од 1987. и износила је око 7,3 милиона деце без здравственог осигурање.
У истраживању спроведеном у Џонс Хопкинс дечјем центру у Балтимору, процењује се да је 17.000 деце у САД можда непотребно умрло током последње две деценије, јер нису имала здравствено осигурање, а родитељи су били принуђени да користе алтернативне и комплементарне методе лечења. „Давид Ц. Чанг, коаутор, педијатријских истраживања спроведеног у овом центру, тим поводом изјавио је; "Не могу замислити ни један медицински третман који има тако драматичан утицај на здравље деце као што то може имати недостатак зравственог осигурања, ".
Здравствени трошкови у 21. веку су огромни за хиљаде људи. Многи су без посла и без икакве надокнаде за живот. Ти људи се окрећу традиционалним облицима лечења ... Национални центар за алтернативну и комплементарну медицину САД (NCCAM) , износи податак да су око 38% одраслих и 12% деце, данас корисници традиционалних терапијских метода лечење бола. У Америци се годишње троши и до 34 милијарди долара на алтернативну терапију.
Федерално истраживање у САД, спроведено 2007. открило је да готово 5 милиона Американаца користи хомеопатске лекове, направљене од супстанци, као што су јетра патке, тешки метали (арсен, олово), разни екстракти биљака (отровни бршљан), растворени у води у немерљивим количинама. За разлику од вакцина или лекова који се издају искључиво на рецепт и морају имати јасну декларацију о саставу и битним карактеристикама, хомеопатски лекови, који се према службеним подацима у САД годишње продају за више од 200 милиона долара, најчешће не поседују податке о њиховој безбедности и нежељеном дејству, и по правилу на паковању немају означен списак састојака и податке о условима коришћења.

## Епидемиологија
На основу података о све масовнијој примени комплементарне и алтернативне медицине (КАМ) у САД се спроводе бројна истраживања како би се:
- Разумеле и утврдиле „евентуалне користи” од комплементарне и алтернативне медицине,
- Утврдили односи између употребе КАМ и метода конвенционалне медицине,
- Стање у здравстеном осигурању и понашање здравстввеног система према корисницима услуга конвенционалне медицине.

Досадашњим истраживањима у САД, обухваћено је више од 31.000 одраслих Американаца,  у склопу Центра за контролу и превенцију болести (CDC) (енгл. Centers for Disease Control and Prevention's) од 2002. године, за која је развијен од стране НЦЦАМ и Националног центра ЦДЦ-а за здравствену статистику (НЦХС) (енгл. CDC's National Center for Health Statistics) , систем за епидемиолошко праћењ 27 метода (облика) комплементарне и алтернативне медицинске терапије, које се најчешће користе у Сједињеним Америчким Државама.
На основу досадашњих студија (и изјава пацијената) издвојени су неки од главних разлога зашто поједине одрасле особе користе методе комплементарне и алтернативне медицине (КАМ):
- 55% најчешће користе КАМ, јер верује да ће им она помоћи у комбинацији са конвенционалним медицинским третманима
- 50% мисли да би било интересантно да покуша са лечењем методама КАМ-а
- 28% одраслих користи КАМ јер су веровали да им конвенционални медицински третмани не би помогли да са ослободе својим здравствени проблема. Занимљиво је да је ово у супротности са претходним истраживањима спроведеним у САД да корисници КАМ, уопштено гледано, нису незадовољни са конвенционалном медицином.
- 26% користи КАМ, јер су му конвенционални медицински професионалци предложио да то проба
- 13% користи КАМ јер сматра да су третмани конвенционална медицина прескупи.

## Супротстављени ставовови
И док бројни давоци услуга у области комплементарне и алтернативне медицине покушавају да резултате  истраживања искористе као добру рекламу и привуку што више корисника, амерички здравствени званичници указују на то, да информације садржане у бројним истраживањима спроведеним у САД о бенифитима комплементарне и алтернативне медицине искључиво служе у едукативне сврхе и никако их не треба мешати са саветом, дијагнозом или третман од стране овлашћеног лекара. Ова истраживања нису намењен да покрију сва могућа нежељена дејства, предострожности, интеракције лекова, околности или негативне ефекте. Зато се саветује свим пацијентима да траже хитну медицинску помоћ у класичним здравственим установама као и да се за све проблеме са здрављем обратите лекару пре употребе алтернативне медицине или било какве промену у режиму лечења.